# Лестадианство
Лестадиа́нство — консервативное направление в лютеранстве, распространённое, главным образом, в Финляндии, Швеции, Норвегии, России и Северной Америке. Небольшие общины есть также в Эстонии и Латвии.
Основа веры — Библия. Высоко ценится учение Мартина Лютера и шведского проповедника Ларса Леви Лестадиуса (1800—1861), который основал движение, когда был пастором в церкви на севере Швеции в 1840 году. Лестадианство — одно из крупнейших движений за возрождение евангелистской лютеранской церкви Финляндии и церкви Швеции. Из-за разногласий в конгрегациях движение раздробилось на несколько фракций.
Общая численность лестадиан на начало XXI века — около 200 тысяч человек, из которых более половины проживает в Финляндии.

## Основы вероучения
Приверженцы этого вероучения стараются придерживаться раннехристианского стиля жизни. Они не признают современных технических средств, служащих для развлечений — телевидения, современной музыки (предпочтение отдаётся классической и религиозной музыке), азартных игр и т. д. Интересна история отношения к персональным компьютерам, которые, в отличие от домашних телевизоров, в момент появления были атрибутом профессиональной или учебной деятельности и широко одобрялись в семьях лестадианцев, но в современных реалиях являются источником развлечений, включая современные мобильные устройства. Лестадиане выступают против ограничения рождаемости (нередки семьи, в которых 10 и более детей) и все являются радикальными трезвенниками. Интересно, что являясь категоричными в вопросе употребления алкогольных напитков, лестадиане лояльно относятся к курению. Согласно историческим данным, сам Лестадиус был заядлым курильщиком. Наши современники из лестадиан объясняют это тем, что тогда люди не знали о вреде здоровью, который наносит курение, поэтому этот вопрос не стоял так остро.
На сегодняшний день курение так и не определяется как грех, хотя просветительские беседы на эту тему ведутся. Членство в профсоюзах и партиях, а также любое выступление против существующей власти считается грехом. В отношении нарушителей запретов предусмотрена особая система взысканий.
В отличие от многих других ривайвелистских движений, лестадианство никогда не отделялось от официальной Церкви. Подобная ситуация сохраняется и до сих пор: ультра-консервативные общины лестадиан входят в либеральные лютеранские церковные деноминации Скандинавии. На данный момент лестадианство, как и многие другие конфессии, раздроблено и имеет три основных направления.

## Лестадианство в XXI веке
Лестадианство имеет 8 конгрегаций в России: в Санкт-Петербурге, Петрозаводске, Приморске, Выборге, Москве, Самаре и Твери. Лестадианцы активно сотрудничают в России с Церковью Ингрии.
Ежегодно в летний период происходит общий съезд лестадиан — Большое летнее собрание, на нём собирается около 70 тысяч человек.
В 2011 году в финскую прессу просочились сведения о многочисленных (до 100 эпизодов) случаях педофилии в общинах старо-лестадианцев, в которых оказались замешаны свыше десяти проповедников движения.
В 2017 году норвежская полиция установила в посёлке лестадианцев Тюсфьорд в Лапландии (население 2 тысячи человек) более 150 случаев сексуального насилия, в основном педофилии.

## Лестадианские группы
- Центральная ассоциация миролюбия (фин. Suomen Rauhanyhdistysten Keskusyhdistys)
- Общество лестадианцев-первенцев (фин. Esikoislestadiolaisuus)

## Художественные фильмы о лестадианстве
- Запретный плод[фин.] (Финляндия, Швеция, 2009) — фильм о жизни лестадианцев в Финляндии в конце XX века
- Восстание в Каутокейно (Норвегия, Дания, Швеция, 2008) — фильм о событиях на севере Норвегии в период проповедческой деятельности Ларса Лестадиуса